# Chad P. Franks

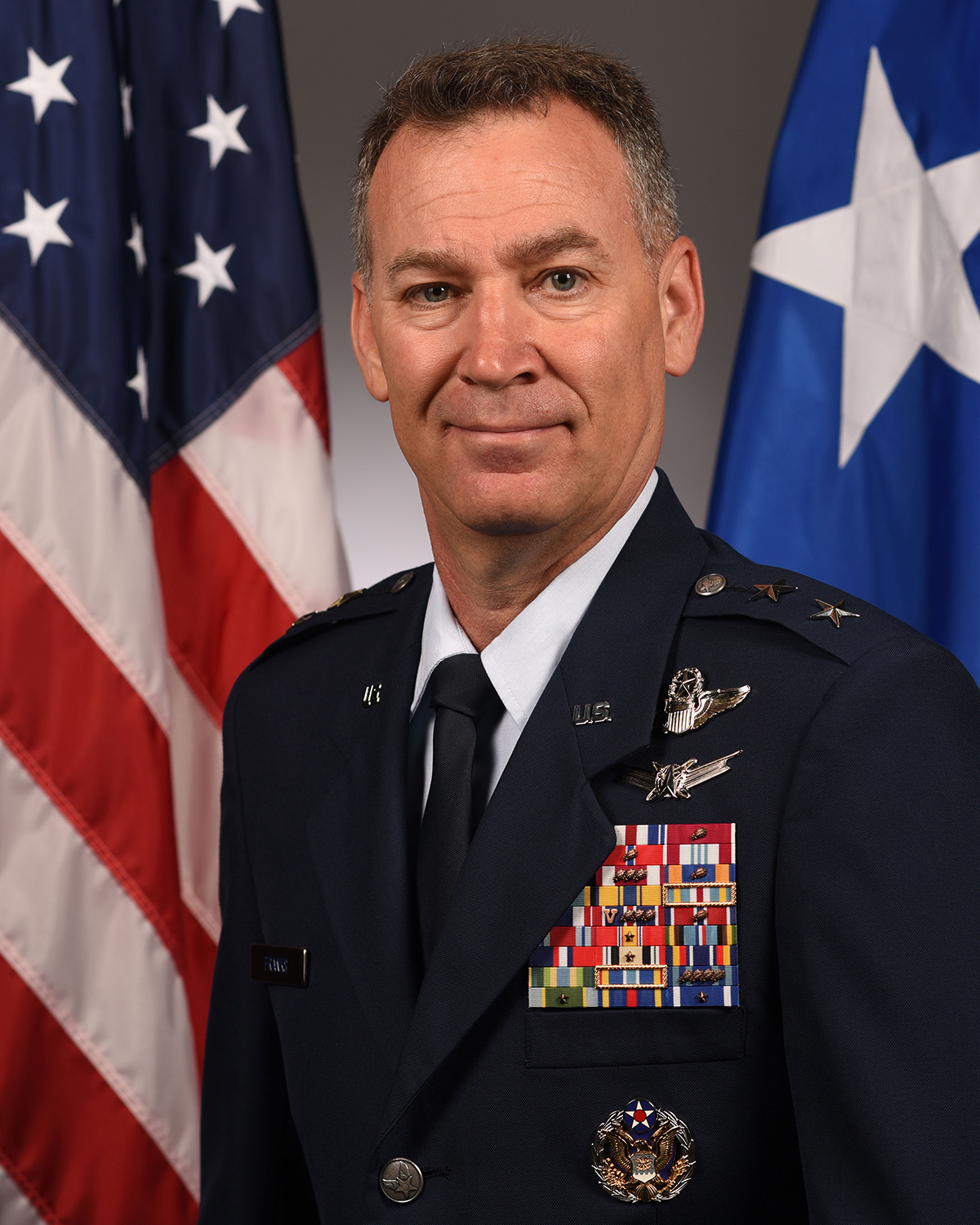
Chad P. Franks (2019)

Chad P. Franks (* um 1968 in Baton Rouge, East Baton Rouge Parish, Louisiana) ist ein pensionierter Generalmajor der United States Air Force. Er war unter anderem Kommandeur der 15. Luftflotte.

## Militärische Karriere
Über das ROTC-Programm der University of New Orleans gelangte er im Jahr 1990 in das Offizierskorps der United States Air Force. Dort durchlief er anschließend alle Offiziersränge vom Leutnant bis zum Zwei-Sterne-General.
Im Lauf seiner militärischen Karriere absolvierte er verschiedene Kurse und Schulungen. Dazu gehörten unter anderem eine Ausbildung zum Kampfpiloten und weitere Fortbildungskurse als Pilot neuer Flugzeugtypen; die Squadron Officer School auf der Maxwell Air Force Base in Alabama; das Air Command and Staff College, ebenfalls auf der Maxwell AFB; das Joint Forces Staff College in Norfolk in Virginia und das United States Army War College in Carlisle, Pennsylvania.
In seinen frühen Jahren als Offizier der Luftwaffe war er an verschiedenen Stützpunkten stationiert. Dabei war er als Pilot, Flugausbilder oder Stabsoffizier bei unterschiedlichen Einheiten tätig. Dazwischen absolvierte er die erwähnten Schulungen. Er war unter anderem im Kosovokrieg, bei der Operation Provide Comfort und der Operation Northern Watch, die beide im Irak stattfanden, eingesetzt. Später nahm er auch am Irakkrieg und der Operation Inherent Resolve teil.
Zwischen Juni 2007 und Juni 2009 kommandierte Chad Franks als Oberstleutnant auf der Nellis Air Force Base in Nevada die 66. Bergungsschwadron (66th Rescue Squadron). Nach seinem bis zum Juni 2010 andauernden Studium am Army War College erhielt er im Juli 2010 auf der Moody Air Force Base in Georgia das Kommando über die 347th Rescue Group, das er bis zum Juli 2012 innehatte. Es folgte eine Versetzung zur Al Udeid Air Base in Katar. Zwischen August 2012 und Juni 2013 war er dort Stabschef der in der Region eingesetzten Einheiten der Air Force, die dem United States Central Command unterstanden.
Franks nächste Mission führte in wieder auf die Moody AFB in Georgia. Zwischen Juli 2013 und Juli 2015 kommandierte er dort das 23. Geschwader (23rd Wing). Anschließend gehörte er bis zum August 2016 als Senior Executive Officer to the Vice Chief of Staff dem Stab der Joint Chiefs of Staff an. Es folgte eine Versetzung zur Vandenberg Air Force Base in Kalifornien. Dort war er zwischen August 2016 und April 2018 stellvertretender Kommandeur der 14. Luftflotte.
Franks nächster Auftrag führte in nach Kuwait zum Camp Arifjan. Zwischen Mai 2018 und Juni 2019 war er dort Leiter der Stabsabteilung für Operationen und Nachrichtendienste der Combined Joint Task Force-Operation Inherent Resolve. Gleichzeitig kommandierte er dort die 9. Expeditionseinsatzgruppe (9th Air Expeditionary Task Force-Levant). Seine letzte Mission im aktiven Militärdienst führte ihn zur Shaw Air Force Base in South Carolina. Dort war er zwischen Juni 2019 und August 2020 Kommandeur der 9. Luftflotte. Nach einer Neuorganisation der 9. Luftflotte und der Reaktivierung der 15. Luftflotte (Fifteenth Air Force) erhielt er dann das Kommando über diese Einheit. Dieses Amt hatte er bis zu seiner Pensionierung im Jahr 2021 inne.
Während seiner aktiven Zeit als Militärpilot absolvierte er über 3300 Flugstunden auf verschiedenen Flugzeugtypen.

## Daten der Beförderungen
| Abzeichen | Rang               | Jahr             |
| --------- | ------------------ | ---------------- |
|           | Second Lieutenant  | 23. Oktober 1990 |
|           | First Lieutenant   | 23. Oktober 1992 |
|           | Captain            | 23. Oktober 1994 |
|           | Major              | 1. Dezember 2001 |
|           | Lieutenant Colonel | 1. März 2006     |
|           | Colonel            | 1. Oktober 2009  |
|           | Brigadier General  | 3. Mai 2016      |
|           | Major General      | 2. Mai 2019      |

## Orden und Auszeichnungen
Chad Franks erhielt im Lauf seiner militärischen Laufbahn unter anderem folgende Auszeichnungen:
- Silver Star
- Legion of Merit
- Bronze Star Medal
- Defense Meritorious Service Medal
- Air Force Meritorious Service Medal
- Air Medal
- Aerial Achievement Medal
- Air Force Commendation Medal
- Air Force Achievement Medal
- Iraq Campaign Medal
- Kosovo Campaign Medal
- NATO-Medaille